# Losa de Maikop

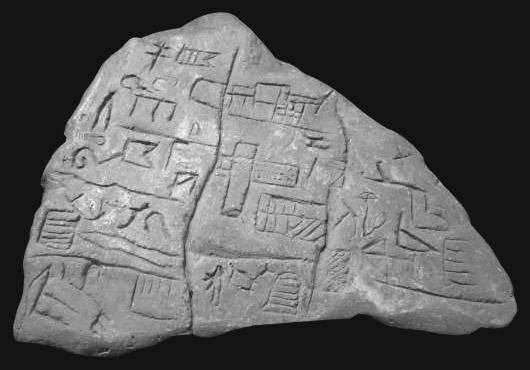
Losa de Maikop.

La losa de Maikop es un resto arqueológico que contiene símbolos sin descifrar, posiblemente una escritura de tipo jeroglifica. Su factura ha sido atribuida a la cultura de Maikop o una cultura más antigua.

## Descubrimiento
La losa de piedra fue encontrada por casualidad en 1960, en el territorio de la colonia Koeschevskogo.
La primera publicación fue en la revista soviética "Техника — молодежи" n.º 11, de 1964, siendo con posterioridad investigada también por E. Krupnov I. y G. F. Turchaninov, quienes realizaron las primeras tentativas de descifrado.
La losa con la inscripción tiene forma triangular y está almacenada en el Museo de Etnografía de San Petersburgo.

## Datación
La pieza está databa como contemporánea de la cultura de Maikop (ca. 3700-2500 a. C.).
La losa de Maikop losa es la creación material más antigua de estas características de los pueblos aborígenes de la antigua Unión Soviética, y por lo tanto de Rusia.